# Alberto Morais do Valle
Alberto Morais do Valle (Lisboa, Portugal, 1901 - Porto, Portugal, 1955) foi um escultor e professor português.
Em Belas Artes, foi colega, de entre outros, de Leopoldo de Almeida, Sarah Afonso, Barata Feyo e aluno do Mestre José Simões de Almeida.

Foi professor de desenho e modelação em inúmeras escolas, foi Diretor da Escola Técnica e Comercial Rafael Bordalo Pinheiro, nas Caldas da Rainha, entre 1930 e 1945 onde deixou inúmeras obras, como por exemplo, este busto de Bocage 

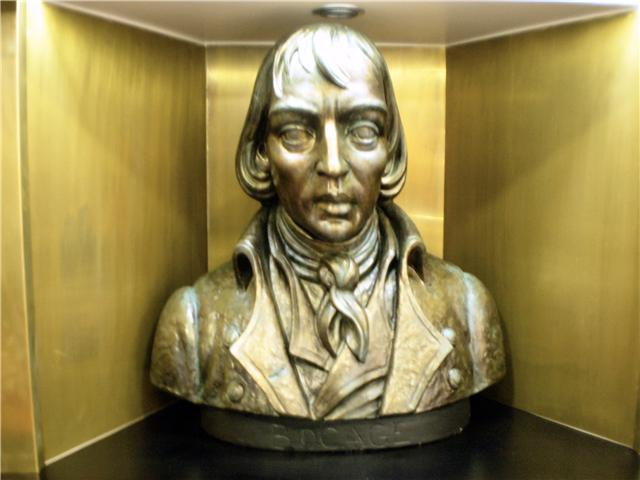
Busto de Bocage.

que se encontra no café com o mesmo nome, bem junto à Praça da fruta, um painel em Baixo Relevo colocado no frontão da casa dos barcos no parque D. Carlos I naquela cidade tendo contribuído também com inúmeras peças para a Indústria da Cerâmica daquela região.

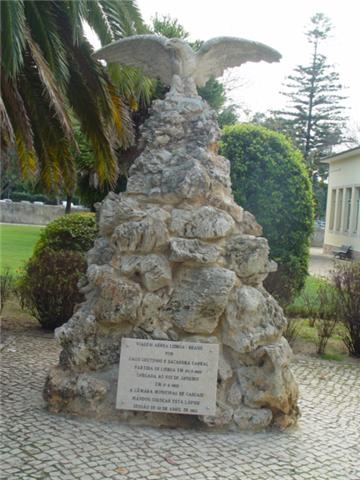
Águia.

Em Lisboa, é da sua autoria, uma águia feita em calcário, monumento de homenagem à primeira Travessia do Atlântico Sul, antes colocado  sobre a Baía de Cascais, e que hoje se encontra em frente ao Museu do Mar.

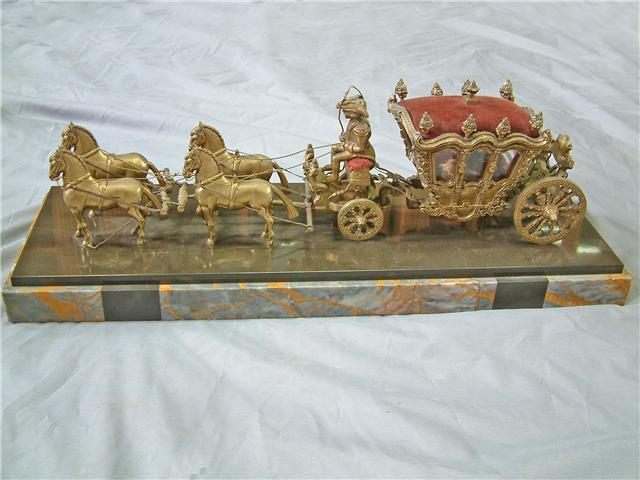
Miniatura de um Coche de D.João V.

Em exposição no museu militar, encontra-se a Miniatura de um Coche de D.João V.
Em Lourenço Marques, atual Maputo, viveu e leccionou na Escola Sá da Bandeira de 1945 e 1955 onde deixou vasta obra: bustos, baixos relevos, regressou a Portugal para a cidade do Porto onde morreu no ano de 1955.